# Václav Němeček
Pour les articles homonymes, voir Němeček.
Václav Němeček, né le 25 janvier 1967 à Hradec Králové (République tchèque), est un footballeur tchèque, qui évoluait au poste de milieu de terrain au Sparta Prague et en équipe de Tchécoslovaquie puis en équipe de République tchèque.
Němeček a marqué six buts lors de ses soixante sélections avec l'équipe de Tchécoslovaquie et l'équipe de République tchèque entre 1988 et 1996.
Němeček a porté les couleurs de l'équipe de Tchécoslovaquie à la Coupe du monde 1990 et celles de la République tchèque lors de l'Euro 96. 

## Carrière
- 1985-1992 : Sparta Prague
- 1992-1995 : Toulouse Football Club
- 1995-1997 : Servette FC
- 1996-1997 : Sparta Prague
- 1998-1999 : Dalian Wanda

## Palmarès

### En équipe nationale
- 60 sélections et 6 buts avec l'équipe de Tchécoslovaquie et l'équipe de République tchèque entre 1988 et 1996.
- Finaliste de l'Euro 1996 (4 matchs).
- Quart de finaliste à la coupe du monde 1990 (3 matchs).

### Avec le Sparta Prague
- Champion de Tchécoslovaquie en 1987, 1988, 1989, 1990 et 1991.
- Champion de République tchèque en 1998.
- Vainqueur de la Coupe de Tchécoslovaquie en 1988, 1989 et 1992.

### Avec le Dalian Wanda
- Champion de Chine en 1998

## Source
- Marc Barreaud, Dictionnaire des footballeurs étrangers du championnat professionnel français (1932-1997), L'Harmattan, 1997, page 237.